# 苗代桜
苗代桜（なわしろざくら）は、岐阜県下呂市和佐にある樹齢350～400年の2本の吉野桜の総称。

## 特徴
毎年桜の開花時期が一定しており、開花すると田植えの準備を始めたことから、苗代桜と名づけられている。別名は暦桜、薬師様の桜。毎年開花時期にはライトアップが行われる。また、桜に隣接する水田には水が張られ、苗代桜が水面に映される。
2本のうち、1本の樹高は30m、幹囲目通り3m。もう1本の樹高は25m、幹囲目通り1.3m。樹齢350～400年と推測される。また、同じ桜と推測されるが、花びらの色が微妙に異なる。

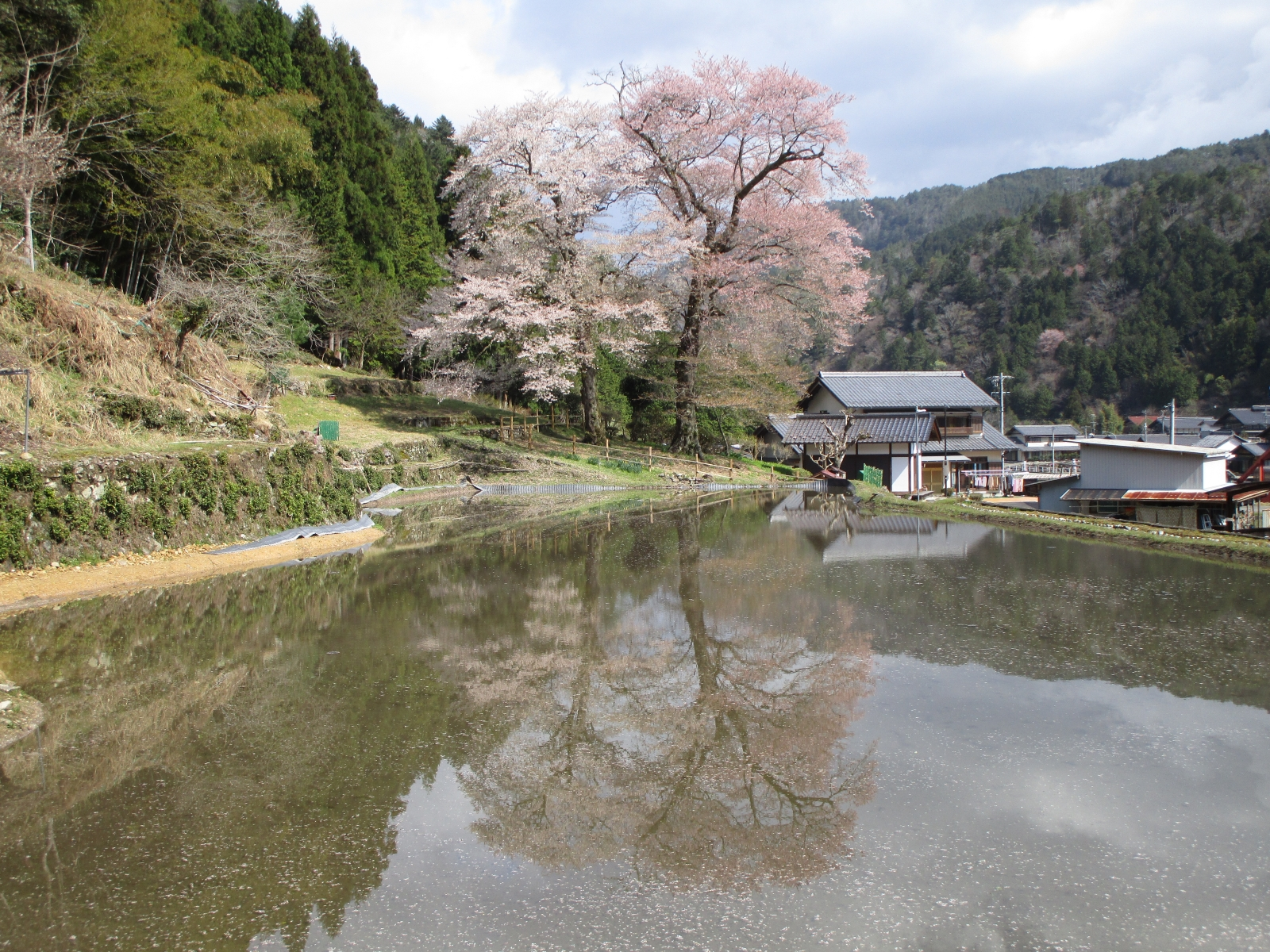
水面に映る苗代桜
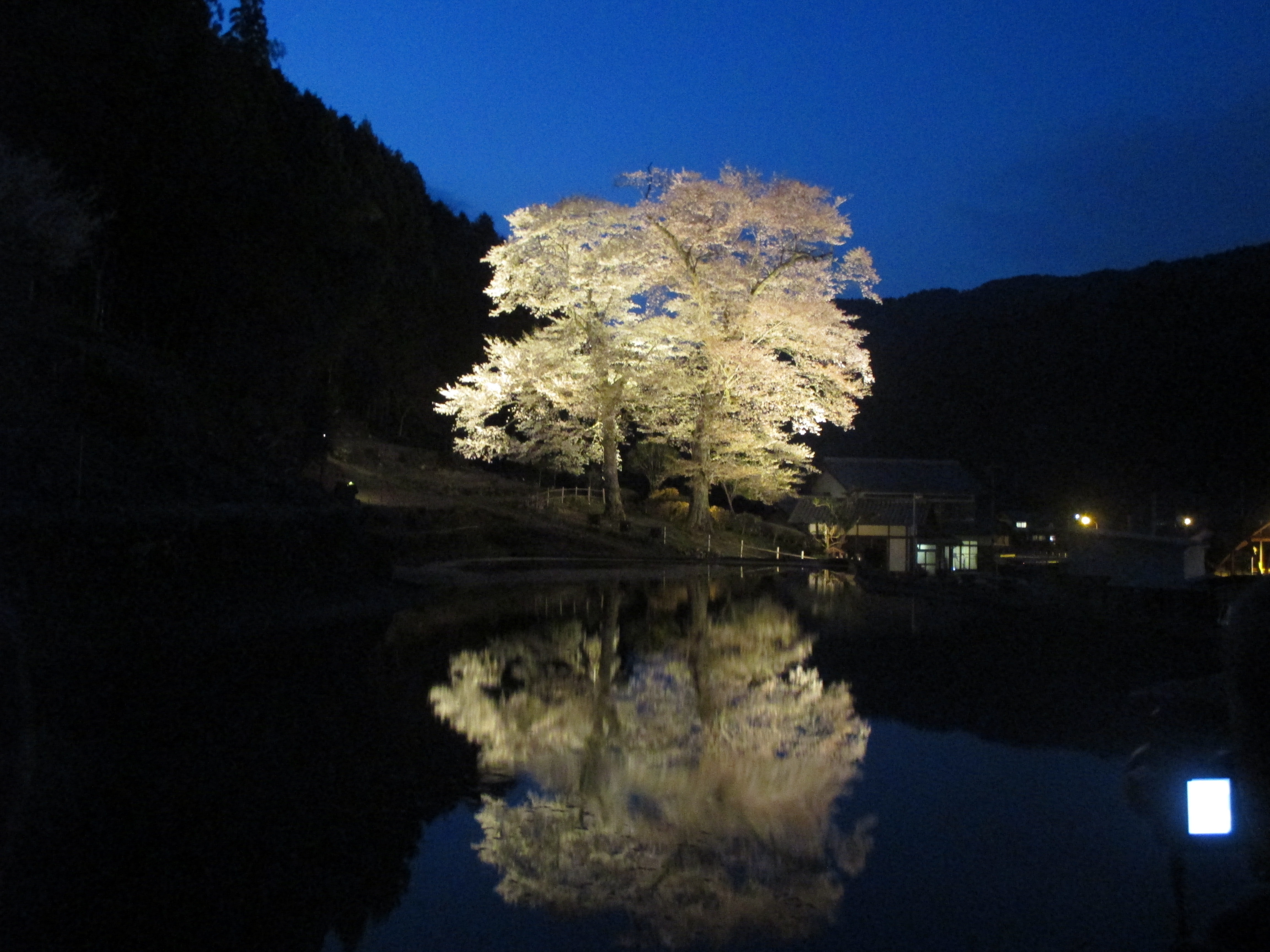
夜の苗代桜

## 沿革
言い伝えによると、近江源氏佐々木氏の三木四郎兵衛宗次がこの地に移住したさいに手植えしたという。元々は3本存在したが、1本は1952年（昭和27年）に枯死している。1968年（昭和43年）に岐阜県の天然記念物に指定される。また、2003年（平成15年）に飛騨・美濃さくら三十三選に選定されている。

## 所在地
- 所在地 : 岐阜県下呂市和佐567
- アクセス
  - 電車 : JR高山本線焼石駅より徒歩約30分。下呂駅からは、げろバス中原線に乗り大和橋で下車(約30分)、その後徒歩で約2分。
  - 自動車 : 国道41号より中原大橋を渡り、岐阜県道432号門和佐瀬戸線を進み約2km。

駐車場は約230台。ライトアップ期間は下呂温泉より見学バスツアーがある。